# Koningswipstaart
De koningswipstaart (Cinclodes aricomae) is een vogel uit de familie ovenvogels (Furnariidae).

## Herkenning
De vogel is gemiddeld 20 cm lang en overwegend donker van kleur. Opvallend is de lange, iets gebogen snavel. Van boven is de vogel donker chocoladebruin, met een donker gekleurde staart met lichte buitenste staartpennen. De keel en bovenkant van de borst zijn heel licht bijna wit met iets van bruin, daaronder volgt een patroon van streepjes dat over gaat in een egaal grijsbruine buik. Verder heeft de vogel een dunne lichte wenkbrauwstreep (die dicht bij het oog begint en daarom op een oogstreep lijkt) die duidelijk contrasteert met de donkerbruine kruin.

## Verspreiding en leefgebied
De koningswipstaart komt voor in enkele trajecten van de Andes in het zuidoosten van Peru en het aansluitende deel van Bolivia. Voor de jaren 1980 kwam de vogel op veel meer plaatsen in de Andes voor. Het broedgebied ligt hoog in het gebergte in vochtig montaan bos en struikgewas op 3500 tot 4800 m boven de zeespiegel. In de zuidelijke winter daalt de vogel af naar lager gelegen gebieden.

## Status
Het leefgebied van deze vogel wordt bedreigd door overbegrazing en ontbossing (bosbranden). Daardoor verdwijnt de mosvegetatie op de bodem. Volgens een schatting uit 2010 zijn er nog hoogstens 250 volwassen vogels. Daarom staat de vogel als ernstig bedreigd (kritiek) op de Rode Lijst van de IUCN.